# US Open 1978

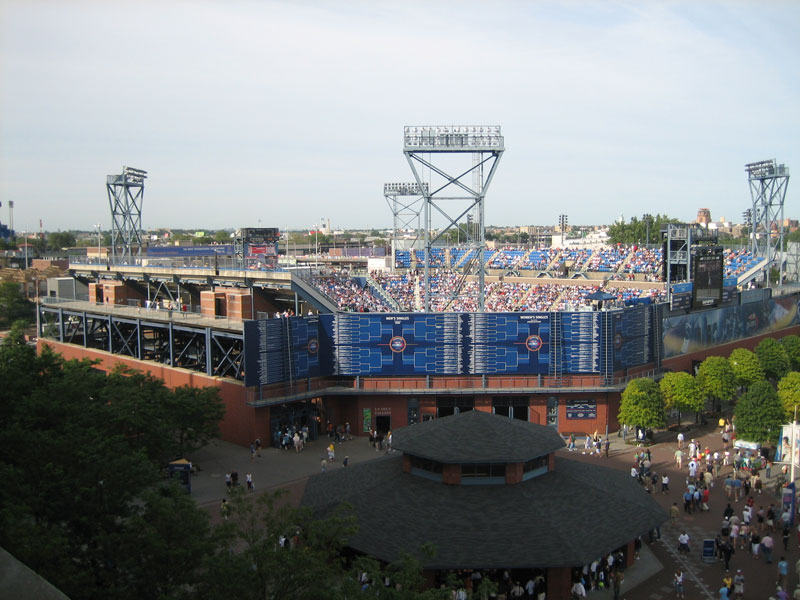

Lo US Open 1978 è stata la 98ª edizione dello US Open e quarta prova stagionale dello Slam per il 1978. È stata la prima edizione disputata sul cemento dopo l'erba e la terra verde (Har-Tru). Si è disputato dal 28 agosto al 10 settembre nello USTA Billie Jean King National Tennis Center nel quartiere di Flushing Meadows–Corona Park di New York negli Stati Uniti. 
Il singolare maschile è stato vinto da Jimmy Connors, che si è imposto su Björn Borg in tre set col punteggio di 6–4, 6–2, 6–2. Il singolare femminile è stato vinto da Chris Evert, che ha battuto in finale in due set Pam Shriver. Nel doppio maschile si sono imposti Bob Lutz e Stan Smith. Nel doppio femminile hanno trionfato Billie Jean King e Martina Navrátilová. Nel doppio misto la vittoria è andata a Betty Stöve, in coppia con Frew McMillan.

## Partecipanti

### Teste di serie
| Nazionalità | Giocatore          | Ranking | Testa di serie |
| ----------- | ------------------ | ------- | -------------- |
| Svezia      | Björn Borg         | 3       | 1              |
| Stati Uniti | Jimmy Connors      | 1       | 2              |
| Argentina   | Guillermo Vilas    | 2       | 3              |
| Stati Uniti | Vitas Gerulaitis   | 4       | 4              |
| Stati Uniti | Eddie Dibbs        | 6       | 5              |
| Stati Uniti | Brian Gottfried    | 5       | 6              |
| Italia      | Corrado Barazzutti | 9       | 7              |
| Messico     | Raúl Ramírez       | 7       | 8              |
| Spagna      | Manuel Orantes     | 8       | 9              |
| Stati Uniti | Sandy Mayer        | 10      | 10             |
| Stati Uniti | Roscoe Tanner      | 11      | 11             |
| Stati Uniti | Harold Solomon     | 12      | 12             |
| Argentina   | José Luis Clerc    | 82      | 13             |
| Polonia     | Wojciech Fibak     | 15      | 14             |
| Stati Uniti | John McEnroe       | 19      | 15             |
| Stati Uniti | Arthur Ashe        | 22      | 16             |

### Altri partecipanti
I seguenti giocatori sono passati dalle qualificazioni:

- Tony Graham
- Kevin Curren
- Rick Fagel
- Bruce Manson
- Trey Waltke
- Rick Fisher
- Bruce Nichols
- Sashi Menon
- Gene Stuart Malin
- Peter Feigl
- Jai Dilouie
- Mark Turpin
- John Yuill
- David Schneider

## Seniors

### Singolare maschile
Jimmy Connors ha battuto in finale  Björn Borg con il punteggio di 6–4, 6–2, 6–2.
- È stato il 5º titolo del Grande Slam per Connors e il suo 3º US Open titolo. Connors, avendo vinto il torneo nel 1974 sull'erba e nel 1976 sulla terra verde, è l'unico giocatore nella storia ad aver vinto gli US Open in 3 superfici differenti.[2]

### Singolare femminile
Chris Evert ha battuto in finale  Pam Shriver con il punteggio di 7–5, 6–4.
- È stato l'8º titolo del Grande Slam per Chris Evert e il suo 4º US Open consecutivo.

### Doppio maschile
Bob Lutz /  Stan Smith hanno battuto in finale  Marty Riessen /  Sherwood Stewart con il punteggio di 1–6, 7–5, 6–3.

### Doppio femminile
Billie Jean King /  Martina Navrátilová hanno battuto in finale  Kerry Melville Reid /  Wendy Turnbull con il punteggio di 7–6, 6–4.

### Doppio misto
Betty Stöve /  Frew McMillan hanno battuto in finale  Billie Jean King /  Ray Ruffels con il punteggio di 6–3, 7–6.

## Juniors

### Singolare ragazzi
Per Hjertquist ha battuto in finale  Stefan Simonsson con il punteggio di 7–6, 1–6, 7–6.

### Singolare ragazze
Linda Siegel ha battuto in finale  Ivanna Madruga con il punteggio di 6–4, 6–4.

### Doppio ragazzi
Torneo iniziato nel 1982

### Doppio ragazze
Torneo iniziato nel 1982